# Alojzije Jembrih
Alojzije Jembrih (Varasd, 1947. június 11. –) horvát irodalomtörténész, kroatológus, nyelvész, szlavista, filológus. A kaj-horvát nyelv és irodalom területén jelentős szaktekintély.

## Élete
Elemi iskolai tanulmányait a Korpona-Zagorje megyei Gregurovecon és a közeli Mihovljanon végezte. Gimnáziumi tanulmányait Zágrábban folytatta, majd beiratkozott a Bécsi Egyetemre, ahol szlavisztikát, művészettörténetet és filozófiát tanult. 1977-ben doktorált, disszertációját Vramecz Antal 16. századi horvát íróról írta.
1978-tól 1980-ig a zágrábi ószláv nyelvű tanszék asszisztense volt, majd pedig három évig a horvát nyelv intézetének asszisztense. 1983-tól tizenhárom éven át Ljubljanában, az ottani szlavisztika szakon tanított horvát nyelvet. 1997-től a horvát nyelv professzora a zágrábi egyetemen, illetőleg a csáktornyai pedagógusképző előadója is.

## Munkája
Munkája külön specializálódik a kaj-horvát irodalomra, amelyről már több könyvet, tanulmányt és cikket írt. Külön foglalkozik a reformációkori horvát protestáns lelkészek és irodalmárok munkáival, s e célból évekig külön kutatómunkát végzett a németországi Bad Urachban, ahol több horvát protestáns is élt.
Számos régi kaj-horvát könyv utánnyomásánál (fakszimile) vett részt, amelyekhez tudományos fülszövegeket és elemzéseket csatolt. Részt vesz a burgenlandi horvátok nyelvének és irodalmának kutatásában és elemzésében, valamint tagja több intézménynek is.

### Képaláírás
Alojzije Jembrih Muraszombatban, az első vend nyelvű könyv, a Temlin-katekizmus szimpóziumán (2015).

## Külső hivatkozások
- Alojzije Jembrih (Sveučilište u Zagrebu Hrvatski studiji)
- Hrvatska znanstvena Bibliografija